# Beierolpium bornemisszai
Beierolpium bornemisszai är en spindeldjursart som först beskrevs av Beier 1966.  Beierolpium bornemisszai ingår i släktet Beierolpium och familjen Olpiidae. Inga underarter finns listade.